# Manifest van het Surrealisme

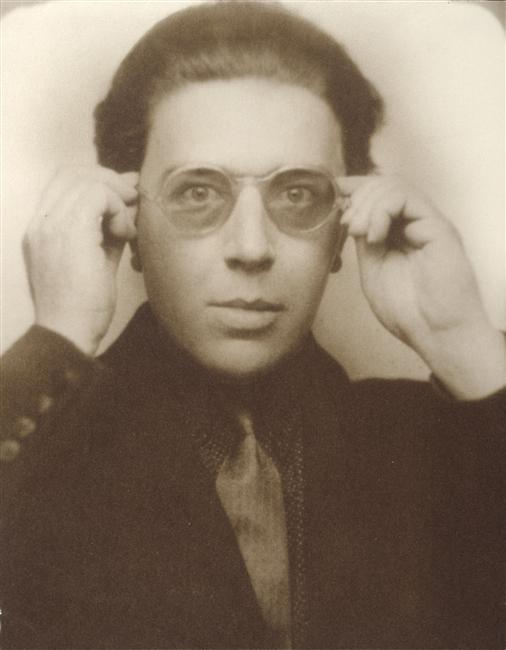
André Breton in 1924

Het Manifeste du Surréalisme (Manifest van het Surrealisme) is een in 1924 in Parijs gepubliceerd manifest van André Breton. In 1930 verscheen zijn Second Manifeste du Surréalisme (Tweede manifest van het surrealisme). Vanaf 1962 zijn deze samen met andere teksten ook onder de titel Les Manifestes du Surréalisme uitgegeven. Breton schreef ook een derde manifest, maar dit is nooit uitgegeven. Bretons manifesten worden gezien als de intellectuele basis van het surrealisme, een kunststroming in zowel schilderkunst, literatuur als fotografie.
Breton noemde het surrealisme een techniek waar de oerinstincten de bovenhand nemen, en het bewuste dus wordt uitgeschakeld.

## Eerste manifest
Aan het manifest gaat een controverse vooraf. Breton verklaarde dat het symbolisme en kubisme achterhaald waren. De tekst bevat voorbeelden van toepassingen van het surrealisme in de literatuur en poëzie, maar er wordt duidelijk gemaakt dat de grondbeginselen ervan in ieder facet van het leven toepasbaar zijn.
In het manifest worden onder meer Louis Aragon, André Breton, en Robert Desnos genoemd als deelnemers van de surrealistische beweging.
Er verscheen van het eerste manifest in 1929 een herdruk voorzien van een voorwoord en een Lettre aux voyantes (brief aan de blinden).

## Tweede manifest
Bij het verschijnen van het tweede manifest vroeg Breton aan kunstenaars het manifest te onderschrijven. De namen van de kunstenaars die hun naam verbonden aan het manifest zijn terug te vinden op een addendum die los in het boek was gevoegd.
Het tweede manifest werd door Robert Desnos beantwoord met een felle repliek. Hij werd daarop geëxcommuniceerd, gelijk enkele andere kunstenaars die zich niet aan Bretons woorden wilden verbinden. De groepen gingen ieder hun weegs in eigen literaire publicaties.
Op een internationale conferentie van revolutionaire schrijvers te Charkov, (Sovjet-Unie nu Oekraïne) in november 1930, werd Louis Aragon gedwongen om afstand te nemen van het tweede surrealistische manifest als zijnde strijdig met het dialectisch materialisme.

## Trivia
- Het originele manuscript werd in mei 2008 geveild bij Sotheby's in Parijs, voor een totale waarde van ongeveer € 500.000.